# Fernobjektiv

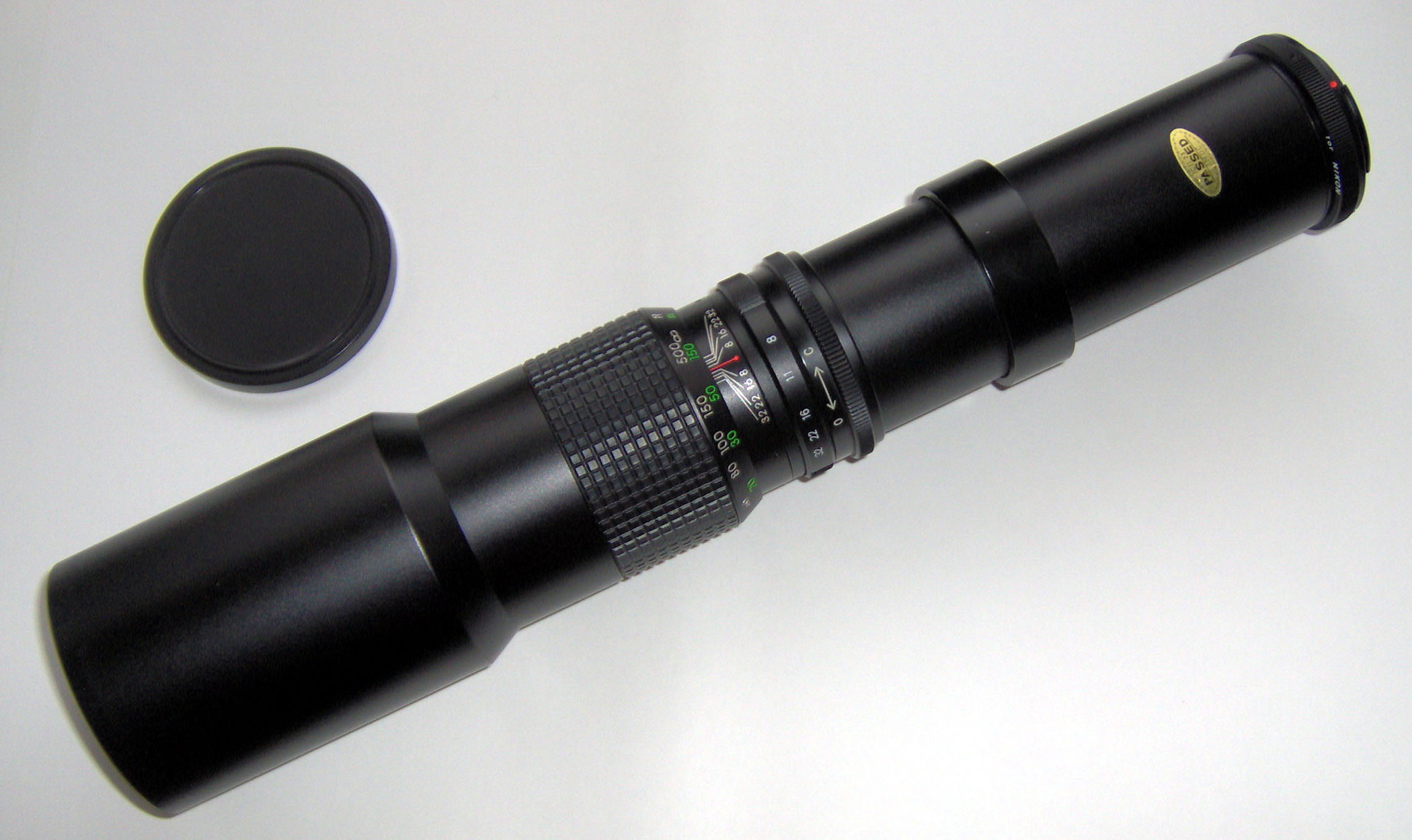
Ein 500-mm-Fernobjektiv mit Vorwahl der Arbeitsblende und T-2-Adapter zur Montage an Kleinbild-Spiegelreflexkameras unterschiedlicher Hersteller

Ein Fernobjektiv ist in der Fotografie ein Objektiv langer Brennweite mit einfachem Linsensystem (oft ein Triplet oder Achromat), das in der Baulänge ungefähr der Brennweite entspricht. Dagegen hat ein Teleobjektiv durch den Einsatz eines hinteren Zerstreuungsglieds, das wie ein integrierter Telekonverter wirkt, eine verkürzte Baulänge.
Fernobjektive können bei gemäßigter Lichtstärke sehr preiswert hergestellt werden und durchaus eine ansprechende Bildqualität liefern. Lichtstarke Varianten werden jedoch nicht angeboten, da die Abbildungsfehler der einfachen Optik bei großen Anfangsöffnungen stark ansteigen und die Konstruktion sehr unhandlich würde.
Siehe auch: Fotoapparat